# Takumi Ogawa
Takumi Ogawa (小川 巧 Ogawa Takumi?, nacido el 27 de abril de 1987 en Chiba) es un exfutbolista japonés. Jugaba de centrocampista y su último club fue el FC Machida Zelvia de Japón.

## Trayectoria

### Clubes
| Club              | País  | Año         |
| ----------------- | ----- | ----------- |
| FC Machida Zelvia | Japón | 2010 - 2013 |
| Fujieda MYFC      | Japón | 2012        |

## Estadística de carrera

### J. League
| Club              | Año   | J. League | J. League | Copa J. League | Copa J. League | Total | Total |
| Club              | Año   | Part.     | Goles     | Part.          | Goles          | Part. | Goles |
| ----------------- | ----- | --------- | --------- | -------------- | -------------- | ----- | ----- |
| FC Machida Zelvia | 2012  | 1         | 0         | -              | -              | 1     | 0     |
| Total             | Total | 1         | 0         | 0              | 0              | 1     | 0     |